# Артур Вінн
Артур Вінн (англ. Arthur Wynne; 22 червня 1871, м. Ліверпуль, Велика Британія — 14 січня 1945, м. Клірвотер, США) — американський журналіст британського походження, газетний редактор і творець головоломок; винахідник кросворда.

## Життєпис

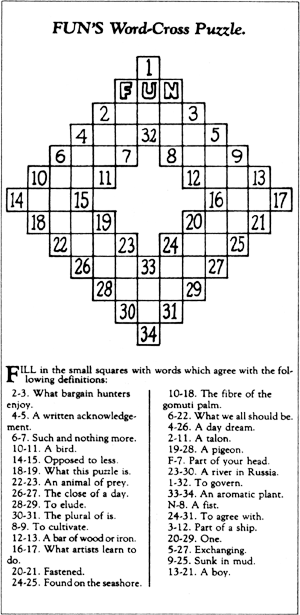
Перший «ворд-крос» Вінна, 1913

Артур Вінн народився 22 червня 1871 року в місті Ліверпулі у Великій Британії. Працював редактором місцевої газети «Ліверпульський вісник». У 1880-х роках емігрував до США. Без особливого успіху займався журналістикою; став редактором відділу головоломок газети «Нью-Йорк ворлд» (New York World).
Як нову головоломку для різдвяного випуску газети 21 грудня 1913 року створив «ворд-крос» (англ. word-cross, «хрестослів'я») — перший сучасний кросворд. Попри те, що винахід заснований на більш ранніх формах головоломок, у кросворді було ряд нововведень (наприклад, використання горизонтальних і вертикальних ліній у шаблоні для розв'язувачів для введення літер). Згодом він використав чорні квадрати в симетричному порядку, щоб розділити слова в рядках і стовпцях. За винятком схеми нумерації шаблони класичних кросвордів використовуються донині.
Новий тип головоломки став популярним у читачів. Артур Вінн продовжувал складати щотижневі кросворди — така назва головоломки існує з 1914 року — допоки не вийшов на пенсію в 1918 році.
У 1924 році винахід Вінна став різко набирати популярність: кросворди з'явилися в інших американських газетах (починаючи з New York Herald Tribune), а у квітня був опублікований перший збірник кросвордов. Зацікавлення кросвордами швидко перейшло Атлантику, і сам Вінн склав перший британський кросворд, який надрукований у недільному випуску «Дейлі ікспрес» («Daily Express)» у грудні 1924 року.
Помер Артур Вінн 14 січня 1945 року в Клірвотері на заході Флориди (США), не залишивши ні мемуарів, ані щоденників.